# Sjõll-laid
Sjõll-laid (alternativt Sillalaid eller Sill-laid) är en mindre ö i Estland.   Den ligger i Kynö kommun i landskapet Pärnumaa, i den sydvästra delen av landet, 150 km söder om huvudstaden Tallinn.

## Klimat
Årsmedeltemperaturen i trakten är 6 °C. Den varmaste månaden är augusti, då medeltemperaturen är 18 °C, och den kallaste är januari, med −4 °C.